# Salto Cuquenán
El salto Cuquenán (también conocido como salto Kukenaam) es la tercera cascada más alta de Venezuela después del Salto Ángel y el Salto Yutajé. Es también una de las caídas de agua más altas de América del Sur. La cascada tiene una altura de alrededor de 674 m de caída ininterrumpida de agua y la sección final que golpea en la base del Tepui Cuquenán. 
El Tepui Cuquenán está situado cerca del monte Roraima, que también sirve como el marcador geográfico de la frontera entre Brasil y Venezuela.
Por mucho tiempo ha existido cierta controversia con respecto al ranking del salto Cuquenán con respecto a las cascadas más altas del mundo. Se ha clasificado desde la segunda hasta la vigésima cascada más alta del mundo en varias publicaciones y páginas de Internet. 
Tales discrepancias se presentan probablemente por el hecho de que la mayoría de las medidas oficiales de las cascadas toman solamente en consideración la «caída ininterrumpida de agua», omitiendo la parte inferior de la cascada a lo largo del tepui.